# ナポレオンの村
『ナポレオンの村』（ナポレオンのむら）は、2015年7月19日から9月20日まで毎週日曜日21:00 - 21:54に、TBS系の「日曜劇場」で放送された日本のテレビドラマである。全7話。主演は唐沢寿明。
高野誠鮮の『ローマ法王に米を食べさせた男 過疎の村を救ったスーパー公務員は何をしたか?』を原案に、消滅寸前の限界集落を立て直すために改革を巻き起こす「スーパー公務員」の奮闘を描く。

## キャスト

### 主要人物
浅井 栄治（あさい えいじ）
演 - 唐沢寿明
本作の主人公。東京五輪のプロジェクトに関わるなど、やり手の職員として庁内では有名な東京都庁職員。
東京都西部の限界集落である「星河市神楽村」の立て直しのために、星河市に赴任する。
「役人は役に立ってこそ“役人”」をモットーにしている。
岬 由香里（みさき ゆかり）
演 - 麻生久美子
本作のヒロイン。星河市役所農林商工課の職員。浅井のパートナー。自宅ではテレビゲームに没頭している。
戸川 真人（とがわ まこと）
演 - 山本耕史
経営コンサルタント。浅井の幼馴染で理解者。頻繁に市役所に来て浅井の村興しを手伝う。村民の宴の場に助っ人として内閣府国家戦略特別管理官の桜庭を伴い現れ、浅井に「役目はもう終わった」と話すが、国の助成金カットの報せに落胆し、やがて浅井と和解する。
山田 大地（やまだ だいち）
演 - ムロツヨシ
星河市役所農林商工課の課長。
菰田 孝三郎（こもだ こうざぶろう）
演 - イッセー尾形
菰田神社の神主。
福本 純也（ふくもと じゅんや）
演 - 沢村一樹
星河市市長。産業廃棄物処分場の建設のために神楽村の廃村をもくろんでいる。亡き父は衆議院議員。

### 星河市役所
喜多 文夫（きた ふみお）
演 - 岩松了
農林商工課の職員。
馬渕 健介（まぶち けんすけ）
演 - 浜野謙太
農林商工課の職員。
鈴木 甘菜（すずき かんな）
演 - 水谷果穂
農林商工課の職員。
安藤 黎（あんどう れい）
演 - 千賀由紀子
農林商工課の職員。
甲田 千秋（こうだ ちあき）
演 - 橋本マナミ
市長の秘書。

### 神楽村
源治郎（げんじろう）
演 - 星田英利
青年団の代表格。神楽村の製材業を営んでいる。
牛山 紋二（うしやま もうじ）
演 - 永瀬匡
青年団のメンバー。畜産業を営んでいる。
猿山 園治（さるやま えんじ）
演 - 吉田祐希
青年団のメンバー。陶芸家。
鷹山 空（たかやま そら）
演 - 梶原拓人
青年団のメンバー。
森山 緑（もりやま みどり）
演 - 浦島こうじ
青年団のメンバー。
石田 キヨ（いしだ きよ）
演 - 五月晴子
住人。タミの姉。
田山 タミ（たやま たみ）
演 - 茅島成美
住人。キヨの妹。
田山 洋吉（たやま ようきち）
演 - 谷隼人
タミの夫。

### その他
岬 直人（みさき なおと）
演 - 山下健二郎（三代目J Soul Brothers）
由香里の弟。

### ゲスト

#### 第1話
井川 登美子
演 - 大谷直子
和紙職人。
井川 和博
演 - 松尾諭
登美子の息子。
井川 理恵
演 - 五明祐子
和博の妻。
井川 まなみ
演 - 鎌田英怜奈
和博・理恵の娘。

#### 第2話
橋尾 ヒロミ
演 - 山口まゆ（第5話・第6話にも出演）
橋尾家の長女。母の入院により神楽村へ引っ越してくるが無愛想で不機嫌であり態度も悪い。
橋尾 千恵
演 - 菅野美穂
橋尾家の母。結核のため神楽村近くの病院で入院中。
橋尾 基希
演 - 林泰文
橋尾家の父。
橋尾 サラ
演 - 岩本俐緒
橋尾家の次女。

#### 第3話
東山 勝己
演 - 梅沢富美男（第5話にも出演）
神楽村にあるキッチン幸恵店主。
坪内 夏美
演 - ホラン千秋
美人グルメ記者。

#### 第4話
小塚 楓
演 - 青山倫子
由香里の友人で神楽村の婚活イベントに訪れる女性。
武藤 歩
演 - 寒川綾奈
神楽村の婚活イベントに訪れる女性。
有森 有紀
演 - 小池由（第5話・第6話にも出演）
神楽村の婚活イベントに訪れる女性。
木下 つぐみ
演 - 一双麻希
神楽村の婚活イベントに訪れる女性。
三輪 絵里子
演 - 高嶋香帆
神楽村の婚活イベントに訪れる女性。
辻 里美
演 - 指出瑞貴
神楽村の婚活イベントに訪れる女性。

#### 第5話
岩田 正樹
演 - 筧利夫
山梨県の市役所職員。窓際族で、限界集落の担当として浅井の村興しを学べと上司から命令を受け研修にやってきた。浅井のすすめで神楽アドベンチャーパークの無料体験ツアーに息子の啓大と参加し、浅井に促されて最初に入った地底湖で、浅井と青年団が仕組んだ落盤事故・停電に息子が巻き込まれたのを、閉所恐怖症・高所恐怖症に苦しみながらも救出し、父親の面目躍如となる。
岩田 啓大
演 - 高村佳偉人
正樹の息子。父と二人暮らしとなってからは父に反抗しているが、地底湖での体験で父を見直し、また浅井が宝箱に仕組んだ「3つのごめんなさいと1つのありがとう。」を父子ともに声に出したことで父と和解する。
森田 悟郎
演 - 毒蝮三太夫
村民でアスレチック建設予定地の地主。福本市長から「公園にしたら家賃を支払う。」「アスレチック案は無くなる。」と提案されるが、「浅井の話（アスレチック）のほうが夢がある。」と告げ断った。
國枝 雄一
演 - 大和田獏（第6話にも出演）
国会議員。福本市長と共に産業廃棄物処分場の建設のために神楽村を廃村にすることを目論む。

#### 第6話
長嶺
演 - 矢柴俊博
國枝の秘書。

#### 最終話
桜庭 剛志
演 - 西村雅彦（第6話にも出演）
内閣府国家戦略特別管理官。村民の宴の場に助っ人として戸川に連れられて登場し、浅井の手法をモデルケースにして、日本の限界集落を一気に立て直すと宣言し、国の助成金がおりる見込みもあるとして浅井らの反対を聞き入れずに道路工事や新しい直売所の建設に着手したが、助成金カットの知らせに落胆する。

## スタッフ
- 原案 - 高野誠鮮『ローマ法王に米を食べさせた男 過疎の村を救ったスーパー公務員は何をしたか?』（講談社）
- 脚本 - 仁志光佑
- 音楽 - 横山克
- 演出 - 岡本伸吾、平野俊一、塚原あゆ子
- 主題歌 - 平井堅「君の鼓動は君にしか鳴らせない」（アリオラジャパン）[7]
- プロデューサー - 高橋正尚
- 製作著作 - TBS

## 放送日程
| 各話                                                          | 放送日  | サブタイトル                                                              | 演出       | 視聴率 |
| ------------------------------------------------------------- | ------- | ------------------------------------------------------------------------- | ---------- | ------ |
| 第1話                                                         | 7月19日 | この村に不可能はない！ 消滅寸前の限界集落でスーパー公務員が奇跡の村おこし | 岡本伸吾   | 12.7%  |
| 第2話                                                         | 7月26日 | 都会からの移住家族…母に贈る真夏の夜の奇跡                                 | 岡本伸吾   | 07.4%  |
| 第3話                                                         | 8月9日  | 絶景滝壺レストラン！ 亡き妻との約束…30年越しプロポーズ                    | 塚原あゆ子 | 09.1%  |
| 第4話                                                         | 8月16日 | お見合い大作戦！ 都会女子の心を掴む!?大自然と男の心意気                   | 岡本伸吾   | 08.5%  |
| 第5話                                                         | 9月6日  | 最後の…究極の村おこし！ 壮大な地底湖で不器用な父と息子の大冒険            | 平野俊一   | 07.9%  |
| 第6話                                                         | 9月13日 | 売り渡される故郷…最後の戦い！ かけがえのない人々の為に                    | 平野俊一   | 10.2%  |
| 最終話                                                        | 9月20日 | さらばスーパー公務員！ 最後の戦い…起死回生の作戦とは                      | 岡本伸吾   | 06.9%  |
| 平均視聴率 9.0%（視聴率はビデオリサーチ調べ、関東地区・世帯） |         |                                                                           |            |        |

- ※8月23日、および8月30日放送分は2015年世界陸上競技選手権大会中継のため休止。

## ロケ地
- 茨城県猿島郡境町役場：星河市役所（内部）、第1話　栄治　登場シーン他[10]
- 大山千枚田（千葉県鴨川市）：神楽村
- 星ケ畑棚田（千葉県鴨川市）：神楽村
- 滝田　沢山不動尊・可鹿橋（千葉県南房総市）：神楽村・菰田孝三郎（イッセー尾形）の住居（菰田神社）、及び吊り橋
- 南足柄市夕日の滝（神奈川県南足柄市）：第3・4話・最終回　神楽村・滝つぼレストランの滝[11]
- 鴨川市立国保病院（千葉県鴨川市）：第1話井川登美子（大谷直子）が入院した病院
- このまさわキャンプ場（神奈川県相模原市）：神楽村・祭りのメイン会場
- 多摩川（東京都青梅市）：第4話ラフティング（フォレスト＆ウォーター 奥多摩）
- 道志渓谷　野原吊橋（山梨県南都留郡道志村）：第4話吊り橋
- 不動滝（長野県下伊那郡高森町）：第4話小塚楓がブレスレットを探しに行った際に映る滝
- 大谷石採石場跡（栃木県宇都宮市大谷町）：第5話 元採石場・地底湖[12]